# Voinsles
Voinsles [vwɛ̃l]  est une commune française située dans le département de Seine-et-Marne en région Île-de-France.

## Géographie

### Localisation
Le village est situé à 5 km à l'est de Rozay-en-Brie, à 30 km au nord-ouest de Provins et à 21 km au nord de Nangis.

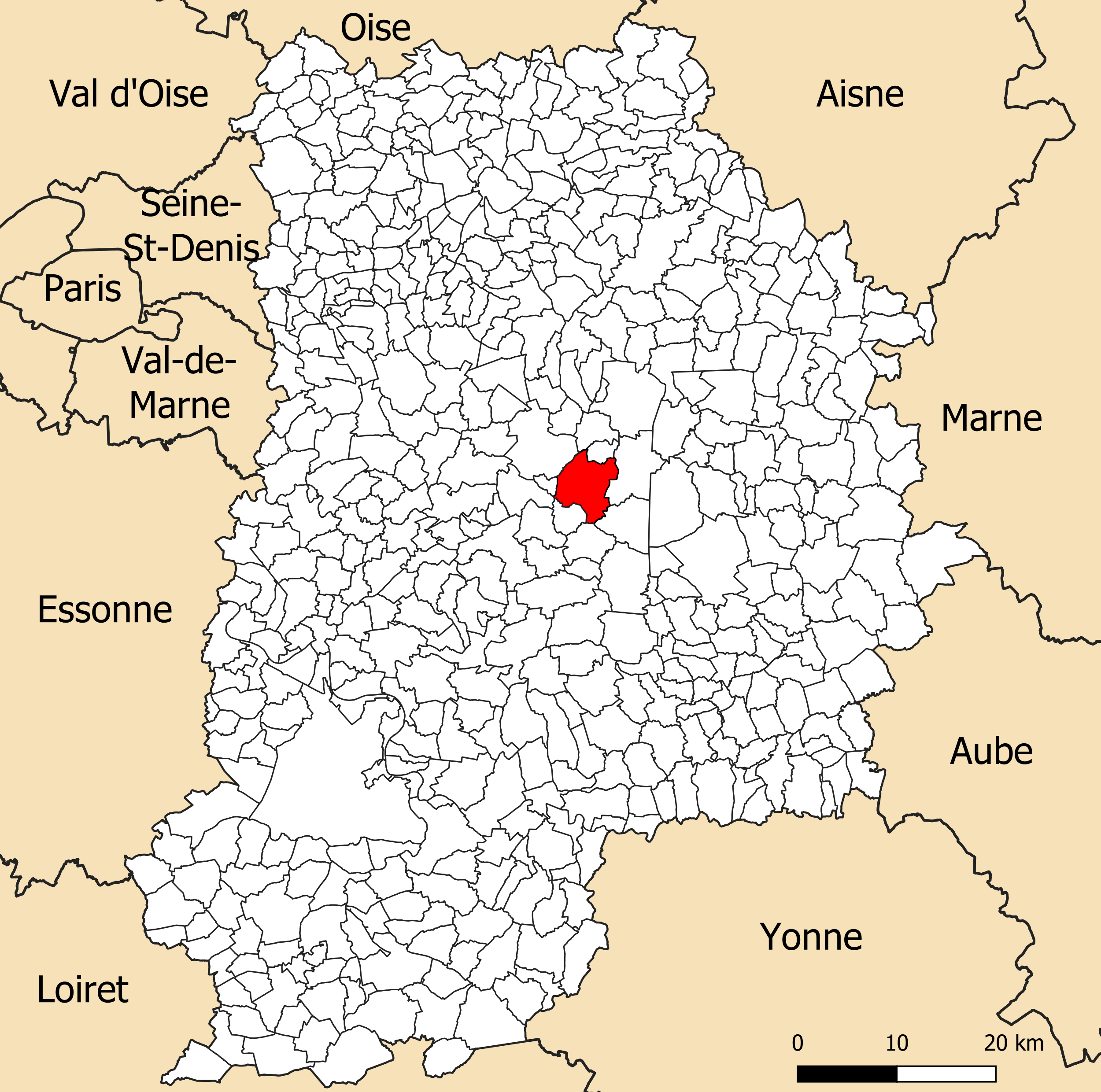
Localisation de la commune de Voinsles dans le département de Seine-et-Marne

### Communes limitrophes

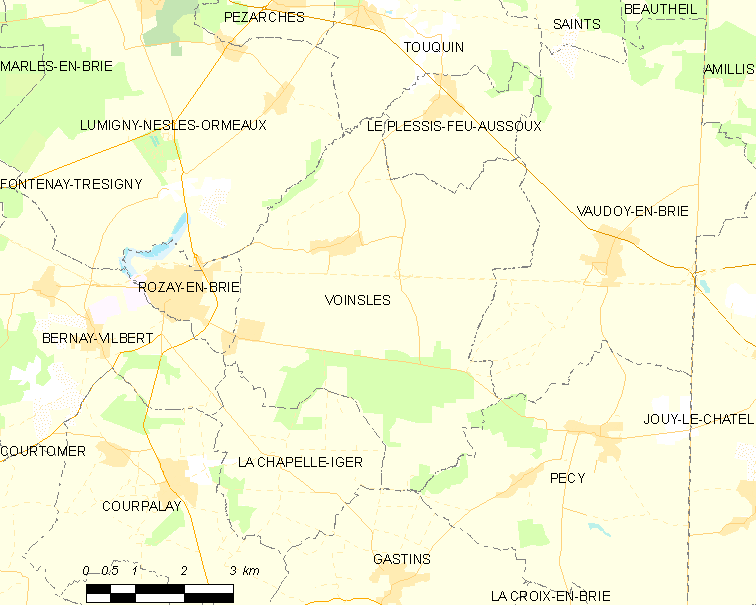
Carte des communes limitrophes de Voinsles.

| Lumigny-Nesles-Ormeaux       | Touquin                  | Le Plessis-Feu-Aussoux |
| Rozay-en-Brie Bernay-Vilbert | Voinsles                 | Vaudoy-en-Brie         |
|                              | La Chapelle-Iger Gastins | Pécy                   |

### Géologie et relief
La commune est classée en zone de sismicité 1, correspondant à une sismicité très faible.

### Hydrographie

#### Réseau hydrographique

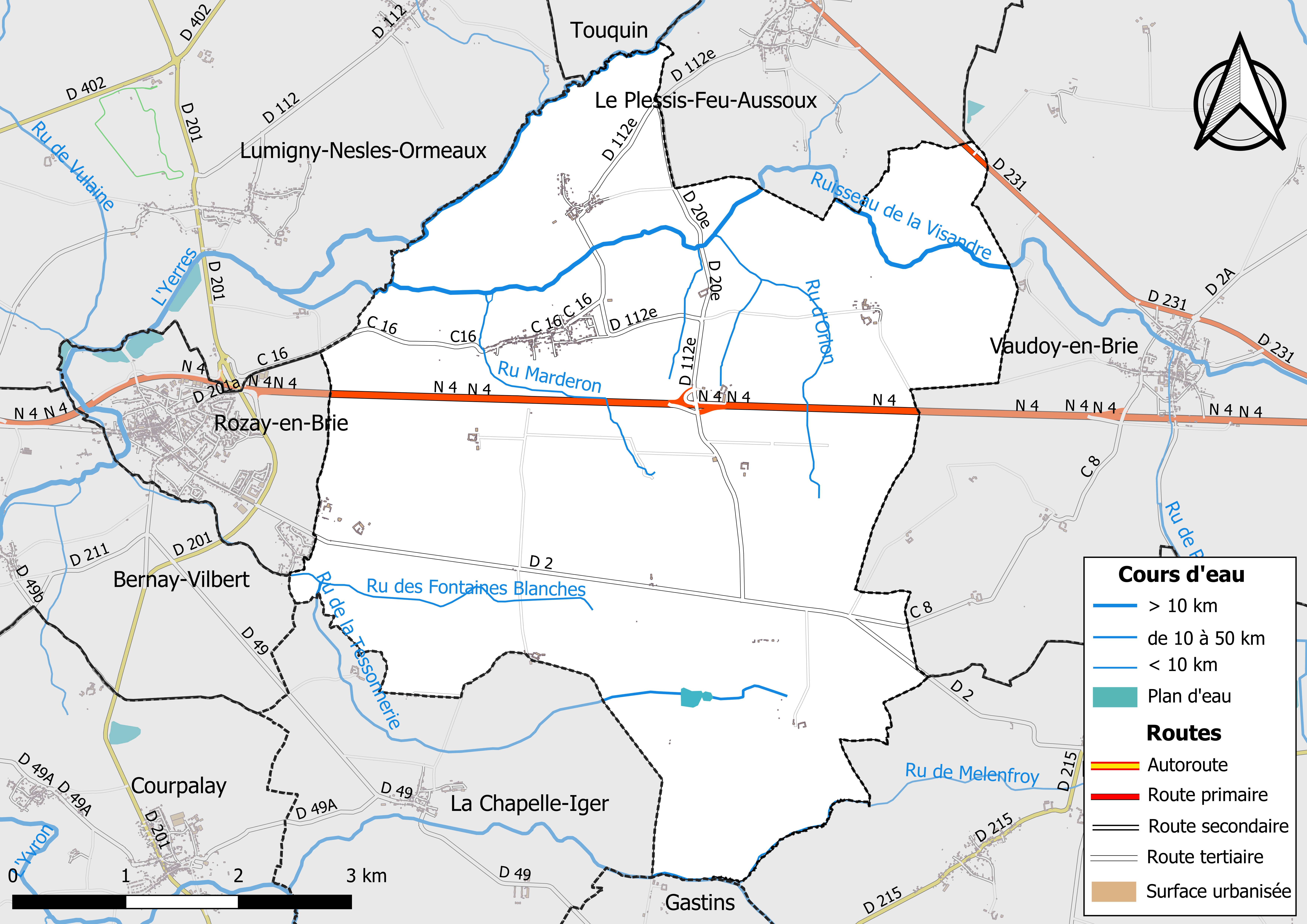
Carte des réseaux hydrographique et routier de Voinsles.

Le réseau hydrographique de la commune se compose de treize cours d'eau référencés :
- la rivière l'Yerres, longue de 98,23 km[2], affluent en rive droite de la Seine, forme la limite avec la commune voisine de Lumigny-Nesles-Ormeaux ;
  - un bras de l'Yerres de 0,46 km[3] ;
  - le ru de la Fontaine Saint-Jean, 3,19 km[4], et ;
  - le ru des Fontaines Blanches, 4,94 km[5], affluents de l’Yerres ;
    - le ru de la Tessonnerie, 5,49 km[6], qui conflue avec le ru des Fontaines Blanches ;

  - la Visandre, affluent de l'Yerres en rive gauche, longue de 30,93 km[7], traverse le territoire de la commune ;
    - le ru d'Orlon, 3,1 km[8], et ;
      - le fossé Berthoux (canal non navigable), 1,06 km[9], qui conflue avec le ru d'Orlon ;

    - le fossé Saint-Michel, canal de 1,30 km[10], et ;
    - le ru Marderon, 2,7 km[11], affluents de la Visandre ;
      - un bras de 0,1 km[12] ;
- le ru de Vallière[13], long de 12,52 km, affluent de l'Yvron ;
  - le ru de Melenfroy, 3,75 km[14], affluent du ru de Vallière.

La longueur totale des cours d'eau sur la commune est de 23,54 km.

#### Gestion des cours d'eau
Afin d’atteindre le bon état des eaux imposé par la Directive-cadre sur l'eau du 23 octobre 2000, plusieurs outils de gestion intégrée s’articulent à différentes échelles : le SDAGE, à l’échelle du bassin hydrographique, et le SAGE, à l’échelle locale. Ce dernier fixe les objectifs généraux d’utilisation, de mise en valeur et de protection quantitative et qualitative des ressources en eau superficielle et souterraine. Le département de Seine-et-Marne est couvert par six SAGE, au sein du bassin Seine-Normandie.
La commune fait partie du SAGE « Yerres », approuvé le 13 octobre 2011. Le territoire de ce SAGE correspond au bassin versant de l’Yerres, d'une superficie de 1 017 km2, parcouru par un réseau hydrographique de 450 kilomètres de long environ, répartis entre le cours de l’Yerres et ses affluents principaux que sont : le ru de l'Étang de Beuvron, la Visandre, l’Yvron, le Bréon, l’Avon, la Marsange, la Barbançonne, le Réveillon. Le pilotage et l’animation du SAGE sont assurés par le syndicat mixte pour l'assainissement et la gestion des eaux du bassin versant de l’Yerres (SYAGE), qualifié de « structure porteuse ».

### Climat
Pour des articles plus généraux, voir Climat de l'Île-de-France et Climat de Seine-et-Marne.
En 2010, le climat de la commune est de type climat océanique dégradé des plaines du Centre et du Nord, selon une étude du CNRS s'appuyant sur une série de données couvrant la période 1971-2000. En 2020, Météo-France publie une typologie des climats de la France métropolitaine dans laquelle la commune est exposée à un climat océanique altéré et est dans la région climatique Nord-est du bassin Parisien, caractérisée par un ensoleillement médiocre, une pluviométrie moyenne régulièrement répartie au cours de l’année et un hiver froid (3 °C).
Pour la période 1971-2000, la température annuelle moyenne est de 10,9 °C, avec une amplitude thermique annuelle de 15,4 °C. Le cumul annuel moyen de précipitations est de 725 mm, avec 11,3 jours de précipitations en janvier et 7,8 jours en juillet. Pour la période 1991-2020, la température moyenne annuelle observée sur la station météorologique la plus proche, située sur la commune de Grandpuits-Bailly-Carrois à 12 km à vol d'oiseau, est de 11,3 °C et le cumul annuel moyen de précipitations est de 704,0 mm,. Pour l'avenir, les paramètres climatiques de la commune estimés pour 2050 selon différents scénarios d'émission de gaz à effet de serre sont consultables sur un site dédié publié par Météo-France en novembre 2022.

### Milieux naturels et biodiversité

#### Réseau Natura 2000

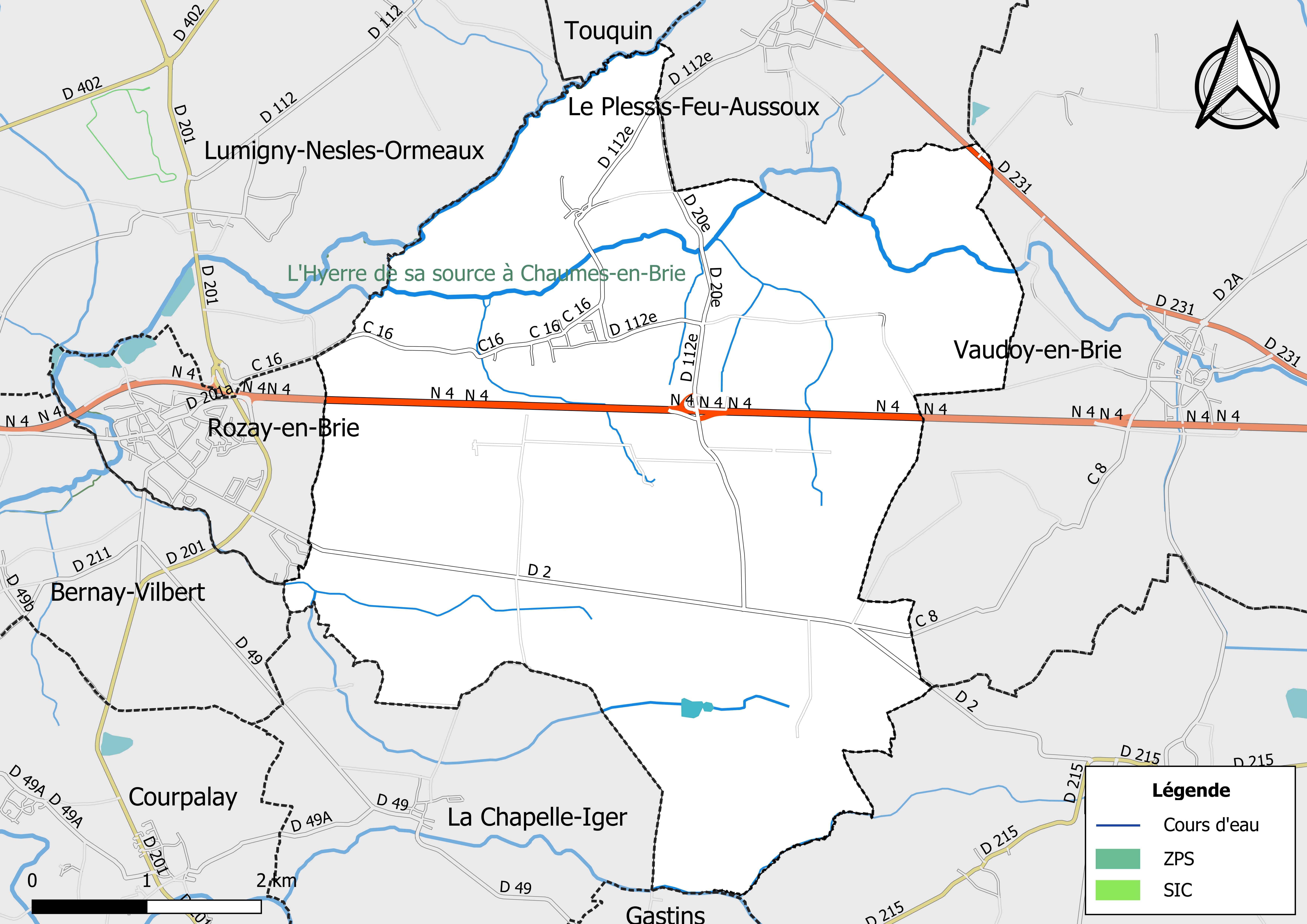
Sites Natura 2000 sur le territoire communal.

Le réseau Natura 2000 est un réseau écologique européen de sites naturels d’intérêt écologique élaboré à partir des Directives « Habitats » et « Oiseaux ». Ce réseau est constitué de Zones spéciales de conservation (ZSC) et de Zones de protection spéciale (ZPS). Dans les zones de ce réseau, les États Membres s'engagent à maintenir dans un état de conservation favorable les types d'habitats et d'espèces concernés, par le biais de mesures réglementaires, administratives ou contractuelles.
Un site Natura 2000 a été défini sur la commune au titre de la « directive Habitats », : 
« L'Yerres de sa source a Chaumes-en-Brie », d'une superficie de 18 ha, un tronçon de 40 km de l'Yerres qui héberge une faune piscicole et une végétation aquatique devenues rares en Ile-de-France,.

## Urbanisme

### Typologie
Au 1er janvier 2024, Voinsles est catégorisée commune rurale à habitat dispersé, selon la nouvelle grille communale de densité à sept niveaux définie par l'Insee en 2022.
Elle est située hors unité urbaine. Par ailleurs la commune fait partie de l'aire d'attraction de Paris, dont elle est une commune de la couronne,. Cette aire regroupe 1 929 communes,.

### Lieux-dits et écarts
La commune compte 79 lieux-dits administratifs répertoriés consultables ici dont deux hameaux, Villeneuve-la-Hurée et Planoy.
On dénombre de nombreuses fermes isolées : Grisien, les Hauts Grès, la Ferme Neuve, la Tessonnerie, Vrignel, Blandureau, le Breuil.

### Occupation des sols
L'occupation des sols de la commune, telle qu'elle ressort de la base de données européenne d’occupation biophysique des sols Corine Land Cover (CLC), est marquée par l'importance des territoires agricoles (82,8 % en 2018), une proportion identique à celle de 1990 (82,8 %). La répartition détaillée en 2018 est la suivante : 
terres arables (82,8 %), forêts (15,2 %), zones urbanisées (2 %).
Parallèlement, L'Institut Paris Région, agence d'urbanisme de la région Île-de-France, a mis en place un inventaire numérique de l'occupation du sol de l'Île-de-France, dénommé le MOS (Mode d'occupation du sol), actualisé régulièrement depuis sa première édition en 1982. Réalisé à partir de photos aériennes, le Mos distingue les espaces naturels, agricoles et forestiers mais aussi les espaces urbains (habitat, infrastructures, équipements, activités économiques, etc.) selon une classification pouvant aller jusqu'à 81 postes, différente de celle de Corine Land Cover,,. L'Institut met également à disposition des outils permettant de visualiser par photo aérienne l'évolution de l'occupation des sols de la commune entre 1949 et 2018.

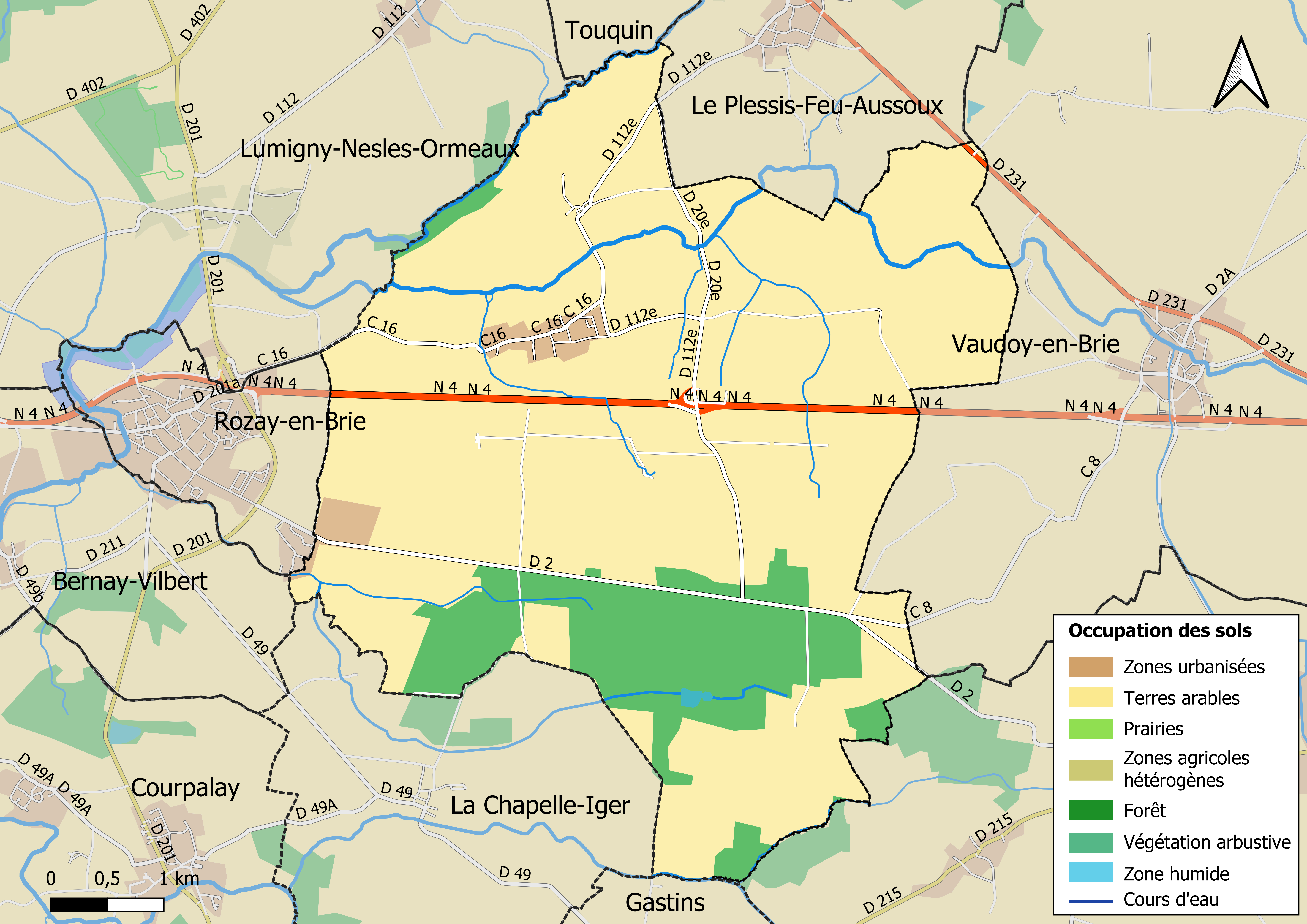
Carte des infrastructures et de l'occupation des sols en 2018 (CLC) de la commune.
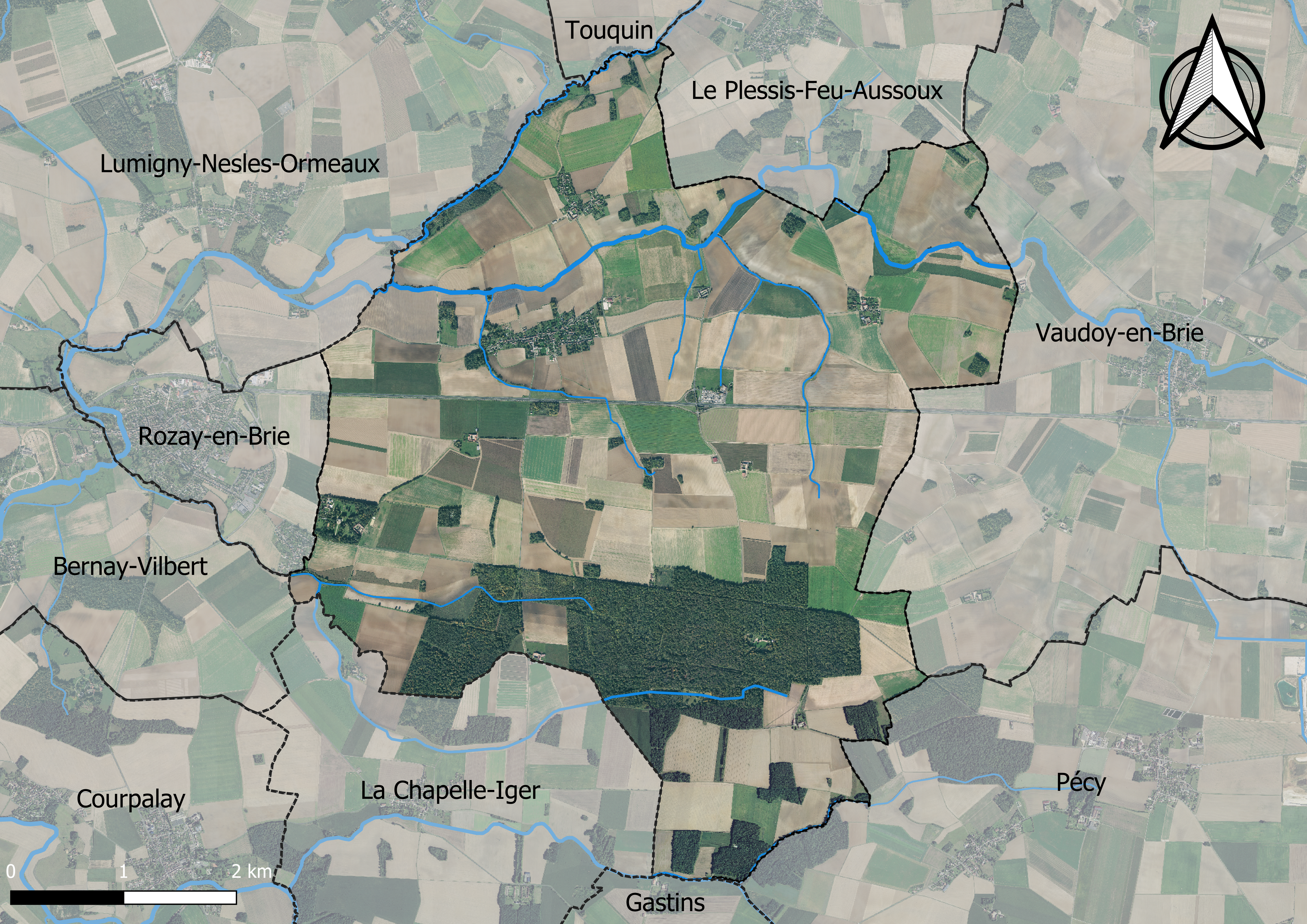
Carte orhophotogrammétrique de la commune.

### Planification
La commune disposait en 2019 d'un plan local d'urbanisme en révision. Le zonage réglementaire et le règlement associé peuvent être consultés sur le Géoportail de l'urbanisme.

### Logement
En 2016, le nombre total de logements dans la commune était de 236 dont 98,3 % de maisons et 1,7 % d'appartements.
Parmi ces logements, 91,1 % étaient des résidences principales, 5,5 % des résidences secondaires et 3,4 % des logements vacants.
La part des ménages fiscaux propriétaires de leur résidence principale s'élevait à 91 % contre 6,1 % de locataires et 2,8 % logés gratuitement,.

### Voies de communication et transports
On y accède par la N 4 qui coupe la commune en deux.

## Toponymie
Le nom de la localité est mentionné sous les formes villa Venule en 1218 ; Venulum en 1257 ; Voile en 1260 ; Veolla en 1271 ; Venula en 1271, Voyne en 1332 ; Voinle en 1467 ; Voinsles et le Breuil en 1801.
Du latin venula « petit filet d'eau » ou « petit village aux rues étroites ».

## Histoire
On trouve son nom cité en 1218. Le chemin de Rozoy à Sésane ou grande route de Sésane passait par Voinsles venant de Rozoy (ancien nom de Rozay-en-Brie) et allant vers Vaudoy-en-Brie (la route qui prendra le nom de nationale 4 venant de Paris s'arrêtait à Rozoy).
Jusqu'en 1285 le village était situé dans une « marche séparante » dans laquelle les habitants dépendaient du puissant comte de Champagne et du roi, chacun ayant des droits de justice. Il faudra attendre le mariage de Philippe IV avec Jeanne de Navarre pour que Voinsles soit rattachée à la couronne.
La commune de Voinsles s'est agrandie en 1842 des anciennes communes de Vileneuve-la-Hurée et de Planoy. Villeneuve-la-Hurée, située sur un éperon, était certainement un point fortifié.
Il ne reste à Planoy que quelques maisons et une grande ferme. Son église disparue était dédiée à saint Leu et saint Gilles.

## Politique et administration

### Intercommunalité
La commune de Voinsles fait partie de la Communauté de communes du Val Briard depuis le 1er janvier 2017.
Elle faisait précédemment partie de la communauté de communes les Sources de l'Yerres.

### Liste des maires
| Période                                  | Période   | Identité             | Étiquette | Qualité |
| ---------------------------------------- | --------- | -------------------- | --------- | ------- |
| Les données manquantes sont à compléter. |           |                      |           |         |
| avant 1995                               | ?         | Christian Piot       |           |         |
|                                          |           |                      |           |         |
| 1998                                     | mars 2008 | Laurence L'Herminier |           |         |
| mars 2008                                | 2020      | Olivier Husson       | PS        | Juriste |
| 2020                                     | En cours  | Évelyne Rietsch      |           |         |

## Équipements et services

### Eau et assainissement
L’organisation de la distribution de l’eau potable, de la collecte et du traitement des eaux usées et pluviales relève des communes. La loi NOTRe de 2015 a accru le rôle des EPCI à fiscalité propre en leur transférant cette compétence. Ce transfert devait en principe être effectif au 1er janvier 2020, mais la loi Ferrand-Fesneau du 3 août 2018 a introduit la possibilité d’un report de ce transfert au 1er janvier 2026,.

#### Assainissement des eaux usées
En 2020, la commune de Voinsles ne dispose pas d'assainissement collectif,.
L’assainissement non collectif (ANC) désigne les installations individuelles de traitement des eaux domestiques qui ne sont pas desservies par un réseau public de collecte des eaux usées et qui doivent en conséquence traiter elles-mêmes leurs eaux usées avant de les rejeter dans le milieu naturel. La communauté de communes Val Briard (CCVB) assure pour le compte de la commune le service public d'assainissement non collectif (SPANC), qui a pour mission de vérifier la bonne exécution des travaux de réalisation et de réhabilitation, ainsi que le bon fonctionnement et l’entretien des installations,.

#### Eau potable
En 2020, l'alimentation en eau potable est assurée par la commune qui en a délégué la gestion à l'entreprise Suez, dont le contrat expire le 31 décembre 2025,,.

## Population et société

### Démographie
L'évolution du nombre d'habitants est connue à travers les recensements de la population effectués dans la commune depuis 1793. Pour les communes de moins de 10 000 habitants, une enquête de recensement portant sur toute la population est réalisée tous les cinq ans, les populations de référence des années intermédiaires étant quant à elles estimées par interpolation ou extrapolation. Pour la commune, le premier recensement exhaustif entrant dans le cadre du nouveau dispositif a été réalisé en 2004.

En 2022, la commune comptait 573 habitants, en évolution de −5,29 % par rapport à 2016 (Seine-et-Marne : +3,92 %, France hors Mayotte : +2,11 %).
| 1793 | 1800 | 1806 | 1821 | 1831 | 1836 | 1841 | 1846 | 1851 |
| ---- | ---- | ---- | ---- | ---- | ---- | ---- | ---- | ---- |
| 303  | 309  | 313  | 279  | 245  | 297  | 370  | 440  | 475  |

| 1856 | 1861 | 1866 | 1872 | 1876 | 1881 | 1886 | 1891 | 1896 |
| ---- | ---- | ---- | ---- | ---- | ---- | ---- | ---- | ---- |
| 492  | 481  | 483  | 451  | 466  | 461  | 470  | 491  | 464  |

| 1901 | 1906 | 1911 | 1921 | 1926 | 1931 | 1936 | 1946 | 1954 |
| ---- | ---- | ---- | ---- | ---- | ---- | ---- | ---- | ---- |
| 444  | 487  | 512  | 415  | 423  | 429  | 400  | 371  | 424  |

| 1962 | 1968 | 1975 | 1982 | 1990 | 1999 | 2004 | 2006 | 2009 |
| ---- | ---- | ---- | ---- | ---- | ---- | ---- | ---- | ---- |
| 359  | 331  | 298  | 375  | 415  | 500  | 537  | 539  | 577  |

| 2014 | 2019 | 2022 | - | - | - | - | - | - |
| ---- | ---- | ---- | - | - | - | - | - | - |
| 610  | 576  | 573  | - | - | - | - | - | - |

## Économie

### Revenus de la population et fiscalité
En 2018, le nombre de ménages fiscaux de la commune était de 212, représentant 591 personnes et la  médiane du revenu disponible par unité de consommation  de 27 120 euros.

### Emploi
En 2017 , le nombre total d’emplois dans la zone était de 66, occupant 307 actifs  résidants.
Le taux d'activité de la population (actifs ayant un emploi) âgée de 15 à 64 ans s'élevait à 76,6 % contre un taux de chômage de 4,7 %.
Les 18,6 % d’inactifs se répartissent de la façon suivante : 10,2 % d’étudiants et stagiaires non rémunérés, 4,7 % de retraités ou préretraités et 3,7 % pour les autres inactifs.

### Entreprises et commerces
En 2018, le nombre d'établissements actifs était de 33 dont 2 dans l’industrie manufacturière, industries extractives et autres, 6 dans la construction, 5 dans le commerce de gros et de détail, transports, hébergement et restauration, 1 dans l’information et communication, 1 dans les activités financières et d'assurance, 2 dans les activités immobilières, 10 dans les activités spécialisées, scientifiques et techniques et activités de services administratifs et de soutien, 1 dans l’administration publique, enseignement, santé humaine et action sociale et 5  étaient relatifs aux autres activités de services.
En 2019,  6 entreprises ont été créées sur le territoire de la commune, dont 4 individuelles.
Au 1er janvier 2020, la commune ne disposait pas d’hôtel et de terrain de camping.

### Agriculture
Voinsles est dans la petite région agricole dénommée la « Brie centrale », une partie de la Brie autour de Mormant. En 2010, l'orientation technico-économique de l'agriculture sur la commune est la culture de céréales et d'oléoprotéagineux (COP).
Si la productivité agricole de la Seine-et-Marne se situe dans le peloton de tête des départements français, le département enregistre un double phénomène de disparition des terres cultivables (près de 2 000 ha par an dans les années 1980, moins dans les années 2000) et de réduction d'environ 30 % du nombre d'agriculteurs dans les années 2010. Cette tendance n'est pas confirmée au niveau de la commune qui voit le nombre d'exploitations augmenter et passer de 13 en 1988 à 14 en 2010. Parallèlement, la taille de ces exploitations augmente, passant de 145 ha en 1988 à 153 ha en 2010.
Le tableau ci-dessous présente les principales caractéristiques des exploitations agricoles de Voinsles, observées sur une période de 22 ans : 
|                                      | 1988  | 2000  | 2010  |
| ------------------------------------ | ----- | ----- | ----- |
| Dimension économique,                |       |       |       |
| Nombre d’exploitations (u)           | 13    | 14    | 14    |
| Travail (UTA)                        | 35    | 24    | 20    |
| Surface agricole utilisée (ha)       | 1 882 | 1 902 | 2 142 |
| Cultures                             |       |       |       |
| Terres labourables (ha)              | 1 856 | 1 895 | 2 093 |
| Céréales (ha)                        | 1 218 | 1 263 | 1 281 |
| dont blé tendre (ha)                 | 819   | 889   | s     |
| dont maïs-grain et maïs-semence (ha) | 308   | 216   | 149   |
| Tournesol (ha)                       | 193   | s     | s     |
| Colza et navette (ha)                | 27    | 139   | 274   |
| Élevage                              |       |       |       |
| Cheptel (UGBTA)                      | 181   | 62    | 93    |

## Culture locale et patrimoine

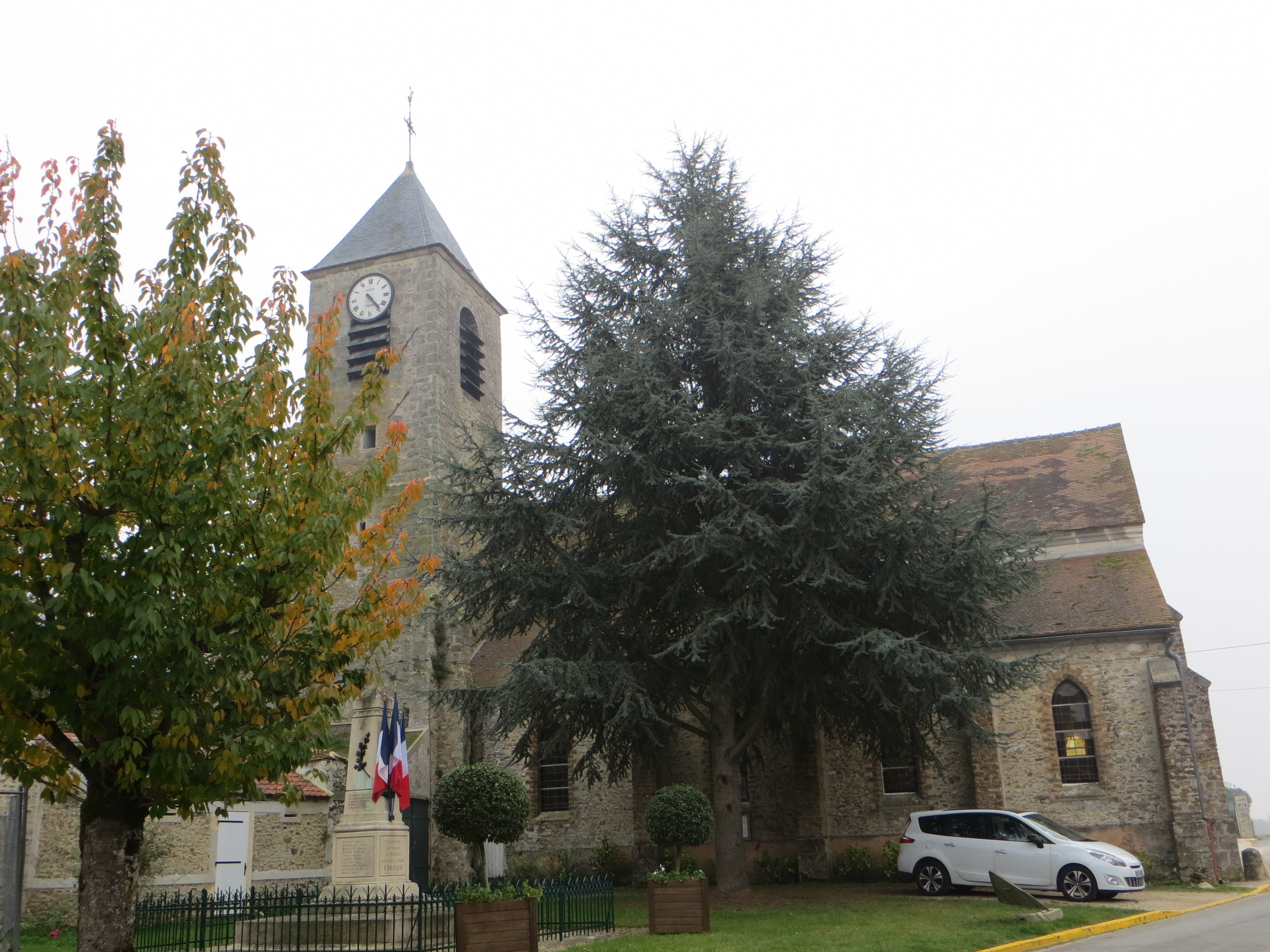
L'église Saint-Étienne - cloche de l'église sonnant la demie :Fichier:Voinsles - Cloche de l'église Saint-Étienne - 16h30.ogg

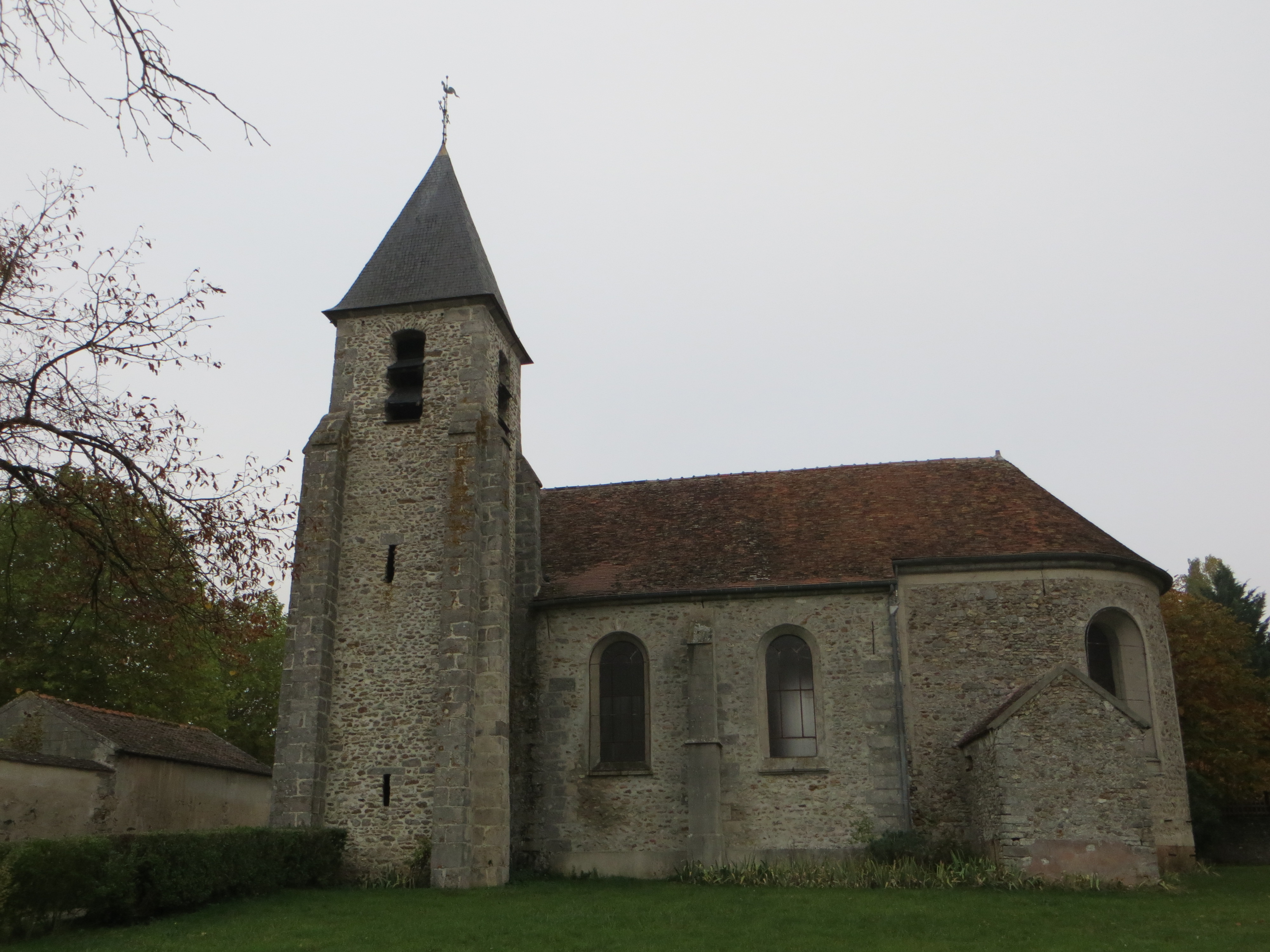
Église Saint-Martin de Villeneuve-la-Hurée.

### Patrimoine religieux
- L'église de Voinsles, dont certains éléments du chœur seraient du XIIIe siècle, a vu son clocher rehaussé en 1775 et son bas-côté reconstruit en 1857. Elle est placée sous le vocable de Saint-Étienne et a un second patron, saint Mathurin.

De nombreuses pièces son classées à titre d'objet : console en marbre et bois peint (XVIIIe siècle), maître-autel en bois polychrome (XVIIIe siècle), dalle funéraire de 1552. Autrefois un parc et un château jouxtaient l'église.
- L'église de Villeneuve-la-Hurée, dédiée au culte de saint Martin, a été restaurée au XIXe siècle. Elle possède une chaire en bois du XVIIIe siècle[60].

### Lieux et monuments
- Au lieu-dit le Breuil, cité en 1500 « maison forte », se dresse un château en pierre et briques datant du XIXe siècle[61].
- Lavoir-atrium Saint-Mathurin[62].
- Ferme fortifiée de la Tessonnerie[63].

### Personnalités liées à la commune
Dans cette commune naquit en février 1899 Lucien Carcat, qui fut déporté à Büchenwald en 1942 pour ses actes de résistance dans la commune de Coulommiers. Il n'en revint malheureusement pas.
Lui qui était ingénieur des travaux publics de l'État, et qui aimait la science, serait fier de savoir qu'en ayant souffert et laissé sa vie dans le tunnel de Dora, il a ainsi participé à la conquête de la Lune. En effet, les V2, construits dans ce tunnel sont les ancêtres de la fusée qui amena la mission Apollo 11 sur la Lune.